# Little Oakley (Essex)
Little Oakley – wieś w Anglii, w hrabstwie Essex, w dystrykcie Tendring. Leży 56 km na wschód od miasta Chelmsford i 105 km na północny wschód od Londynu.